# Елизаров, Виктор Васильевич
Виктор Васильевич Елизаров (1909—1978) — красноармеец Рабоче-крестьянской Красной Армии, участник Великой Отечественной войны, Герой Советского Союза (1944).

## Биография
Виктор Елизаров родился в сентябре 1909 года в селе Черёмуха (ныне — Красноярский район Астраханской области). Получил начальное образование, после чего работал в рыболовецкой артели. В марте 1942 года Елизаров был призван на службу в Рабоче-крестьянскую Красную Армию. С августа того же года — на фронтах Великой Отечественной войны. Участвовал в Сталинградской битве. К марту 1944 года красноармеец Виктор Елизаров был стрелком 2-й механизированной бригады 5-го механизированного корпуса 6-й танковой армии 2-го Украинского фронта. Отличился во время форсирования Днестра.
20 марта 1944 года, несмотря на массированный вражеский пулемётный огонь, Елизаров в составе группы добровольцев переправился через Днестр в районе Могилёв-Подольского Винницкой области Украинской ССР и в течение последующих двух суток участвовал в отражении многочисленных вражеских контратак. В тех боях он пулемётным огнём подавил три вражеские огневые точки.
Указом Президиума Верховного Совета СССР от 13 сентября 1944 года за «храбрость и мужество, проявленные при форсировании реки Днестр и обеспечении переправы части» красноармеец Виктор Елизаров был удостоен высокого звания Героя Советского Союза с вручением ордена Ленина и медали «Золотая Звезда» за номером 4980.
Во время боёв за Яссы Елизаров был тяжело ранен и отправлен в госпиталь. В 1944 году он был демобилизован. Вернулся на родину, работал в колхозе, затем стал инспектором рыбоохраны. Скончался 11 ноября 1978 года, похоронен в селе Красный Яр.

Был также награждён рядом медалей.
- Свидетельство о смерти Елизарова В.В.